# فيلوسامية

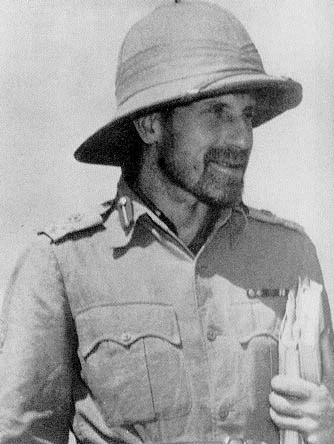
أورد تشارلز وينغيت وهو ضابط مسيحي صيهوني من أبرز الفيلوساميين.

فيلوسامية أو يهودفيل (بالعبرية: פילושמיות) هو الاهتمام، واحترام، وتقدير للشعب اليهودي، وأهميته التاريخية، والآثار الإيجابية لليهودية في العالم، لا سيما من جانب غير اليهود. الظاهرة موجودة بشكل واضح بين أتباع التيارات المسيحية الصهيونية. وتعبّر الفيلوسامية داخل المجتمع اليهودي عن أهمية الثقافة اليهودية وومجتمعتها وتطورها ولغاتها والتاريخ اليهودي.
في دول مثل كوريا الجنوبية والصين بشكل عام، تعدّ الصورة النمطية عن اليهود إيجابية وتتمثل في الذكاء، والدهاء في الأعمال والالتزام في القيم العائلية والمسؤولية.